# Preon-stjerne
En preon-stjerne er en hypotetisk kompakt stjerne bestående af preoner, en gruppe af teoretiske subatomare partikler, som kan deles til kvarker og leptoner. Preon-stjerner forventes at have en gigantisk massetæthed, mere end 1020 g/cm³ – altså lige imellem neutronstjerner og sorte huller. En preon-stjerne med samme masse som Jorden ville være omkring 5 meter i diameter.
Sådanne objekter ville principielt kunne opdages via gammastråler. Tilstedeværelsen af preon-stjerner ville muligvis kunne forklare de mystiske observationer, der har ført til hypotesen om mørk energi.
Preon-stjerner kunne oprinde fra en supernova eller fra Big Bang, selvom det er svært at forklare, hvordan sådanne objekter skulle kunne formes.